# YM2610

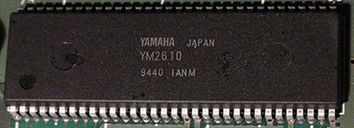
Photo d'un processeur de rendu sonore Yamaha YM2610

YM2610 est un processeur de rendu sonore, créé par Yamaha qui a pour particularité d'être un des premiers circuits sonores au rendu programmable.
Ses qualités ont spécialement été mises en œuvre avec la console Neo-Geo (Neo-Geo MVS et Neo-Geo AES) de SNK.

## Spécifications
- Son stéréo jusqu'à 56 kHz
- 15 canaux sonores : 4 canaux FM (4 opérateurs + LFO) + 3 PSG + 1 bruit + 7 4-bit ADPCM pour l'échantillonnage.